# Czarnogórcy

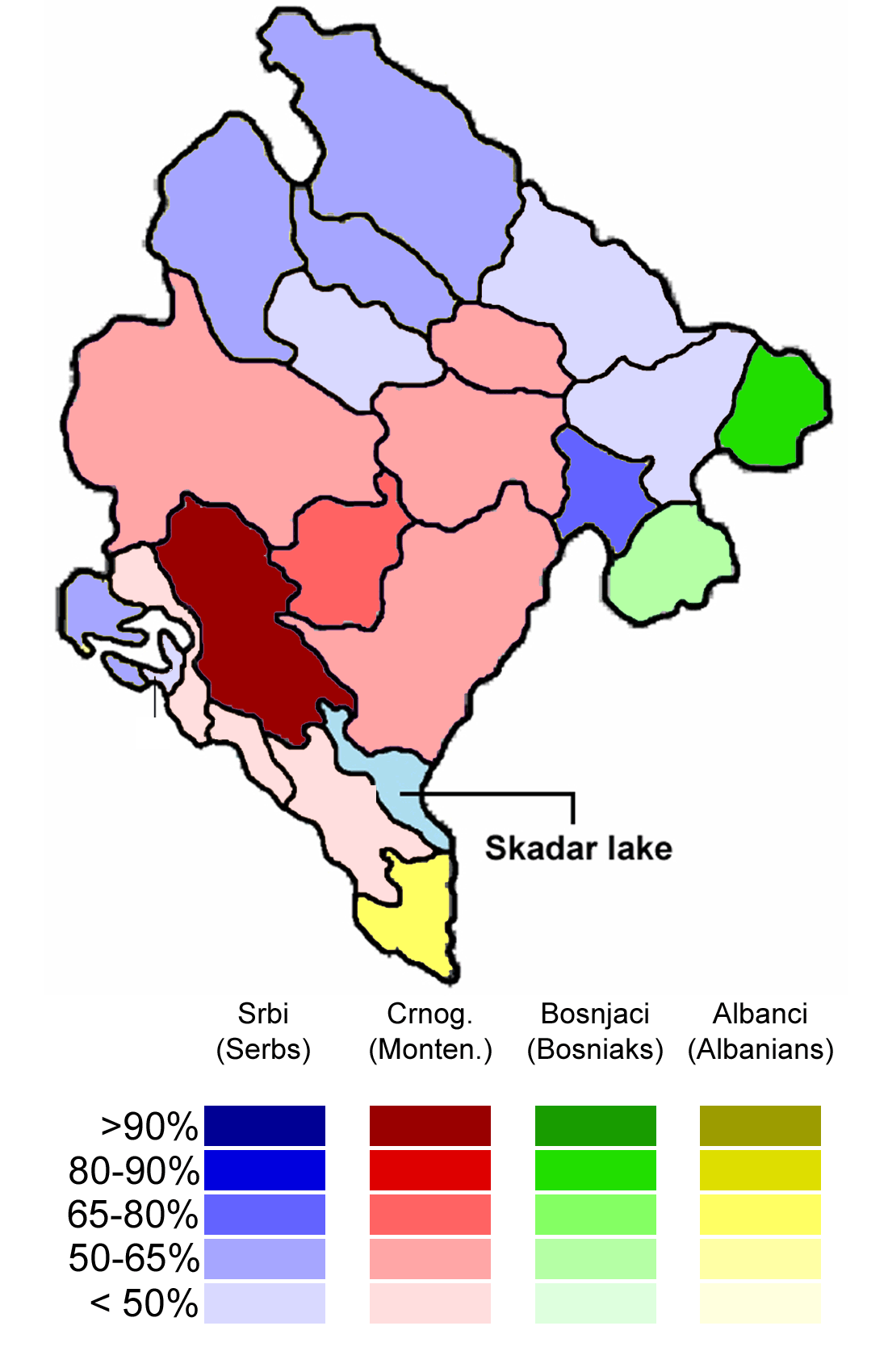
Skład etniczny poszczególnych jednostek podziału administracyjnego Czarnogóry

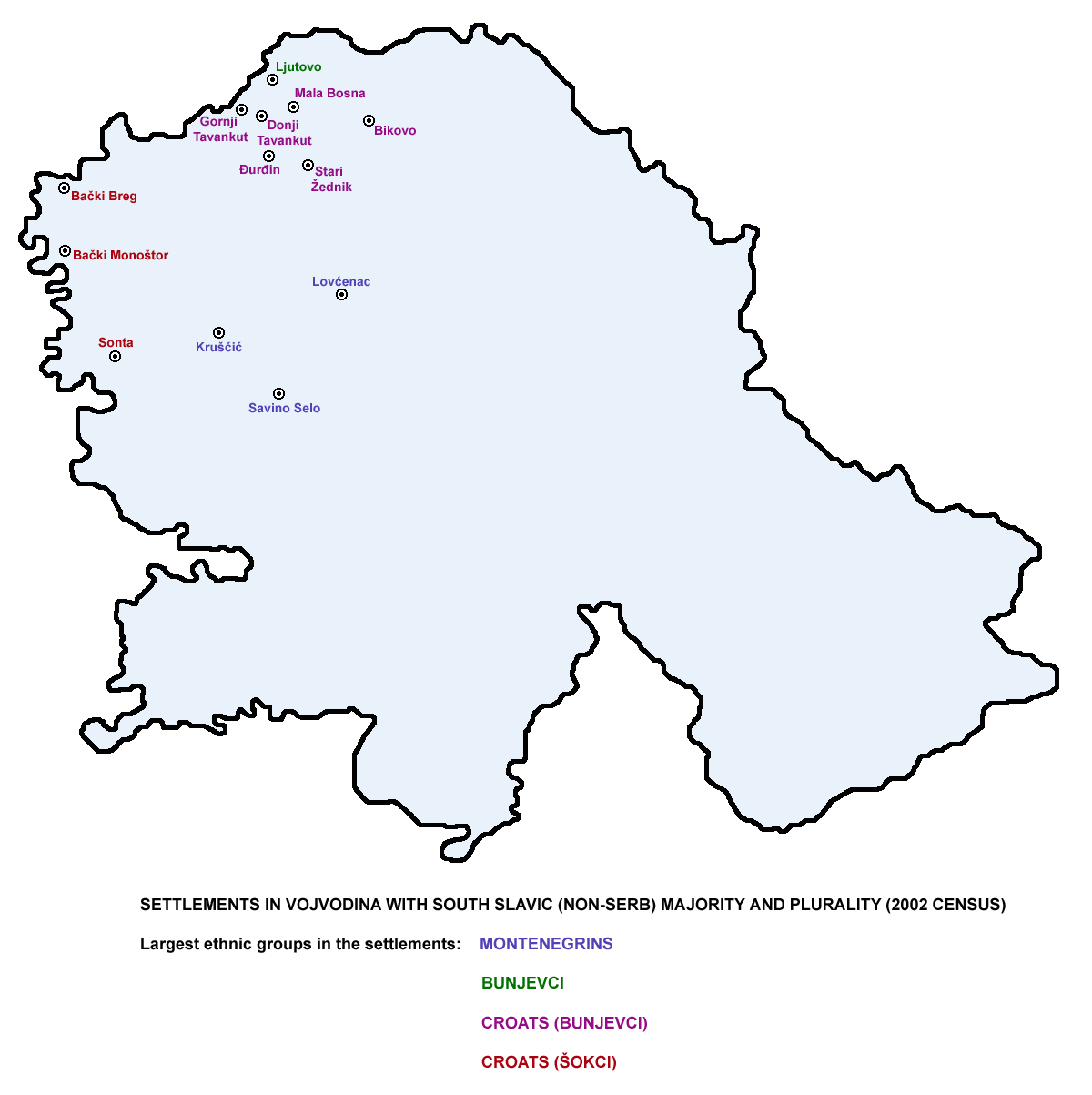
Wsie czarnogórskie w Wojwodinie

Czarnogórcy – naród południowosłowiański zamieszkujący głównie zachodnią i środkową Czarnogórę oraz lokalnie Serbię, szczególnie Wojwodinę; ok. 400 tys. (2006). 
Naród pod względem kultury i języka blisko spokrewniony z Serbami. 
Posługują się językiem czarnogórskim (22%), lecz częściej określają się jako użytkownicy języka serbskiego (63,6%). 
Czarnogórcy w większości wyznają prawosławie.
Czarnogórcy do XX wieku zachowali społeczeństwo tradycyjne, klanowe (zachowane układy patriarchalne, zadrugi, rozbudowany system pokrewieństwa rzeczywistego i fikcyjnego: pobratymstwo, kumowie, siostry). Tradycyjne zajęcia: pasterstwo, w niektórych rejonach także rolnictwo.
Charakterystycznym elementem ubioru jest czarnogórska czapka.